# علي رضا صميمي
علي رضا صميمي (بالفارسية: علیرضا صمیمی) هو لاعب كرة قدم إيراني في مركز حراسة المرمى، ولد في 29 يونيو 1987 في مقاطعة بوشهر في إيران. لعب مع Mes Sungun FSC ‏.

## وصلات خارجية
- علي رضا صميمي على موقع الاتحاد الدولي (مؤرشف)  (الإنجليزية)